# Ante Banina
Ante Banina (Veli Iž 1915. - Beograd 1977.), sudionik NOR-a, general JNA i narodni heroj Jugoslavije

## Životopis
Ante Banina je rođen 6. travnja 1915. godine u Velom Ižu kod Zadra, gdje je završio osnovnu školu. Ličilački obrt je izučio u Čakovcu gdje se kao mladi radnik upoznaje s djelovanjem Komunističke partije Jugoslavije čiji je član postao 1939. godine.
U organizaciji ustanka protiv okupatora sudjeluje 1941. godine na području Zadra i Šibenika. Skupinu od 30 boraca s ovoga područja poveo je u Liku gdje je formirana Dalmatinska partizanska četa "Marko Orešković" čiji je bio zapovjednik. Zapovjednik je i Prvog proleterskog bataljona Hrvatske koji je formiran u Korenici 7. prosinca 1941. godine. Bio je imenovan i za prvog komandata 13. proleterske brigade koja je 7. studenog 1942. godine osnovana u Gornjem Sjeničaku kod Vrginmosta, ali je zbog ranjavanja bio upućen na liječenje. Za zamjenika zapovjednika, a zatim i za zapovjednika Devete dalmatinske divizije postavljen je 1943. godine. S ovom divizijom je sudjelovao u bitci na Neretvi i obrani Vrhovnog štaba kod desanta na Drvar. 
Krajem 1944. godine upućen je na školovanje u Sovjetski Savez gdje je završio Vojnu akademiju "Vorošilov".
Bio je član Centralnog komiteta SKH, zastupnik u Saboru SRH i Skupštini SFRJ, obavljao je i razne dužnosti u JNA.
Umro je u Beogradu 15. travnja 1977. godine.